# Lenaia
Die Lenaia (griechisch Λήναια Lēnaia, eingedeutscht auch Lenäen) waren im antiken Griechenland Festspiele zu Ehren des Gottes Dionysos. Sie fanden wohl ursprünglich im Lenaion, dem heiligen Bezirk des Dionysos Lenaios auf der Agora von Athen, statt, seit Mitte des 5. Jahrhunderts v. Chr. im Dionysostheater am Südostabhang der Akropolis.
Die dreitägigen Festspiele fanden im Januar/Februar statt. Im Gegensatz zu den Dionysien lag der Schwerpunkt bei den Komödien, wovon fünf aufgeführt wurden, aber nur zwei Tragödien (und keine Satyrspiele).

## Siegerlisten
- Magnes: 11 Siege bei Lenäen und Dionysien
- Menander: 8 Siege bei den Lenäen
- Telekleides: 5 Siege bei den Lenäen (3 Siege bei den Dionysien)
- Aristophanes: mind. 4 Siege bei den Lenäen (mind. 2 Siege bei den Dionysien)
- Hermippos: 4 Siege bei den Lenäen (mindestens 1 Sieg bei den Dionysien)
- Eupolis: 3 Siege bei den Lenäen (4 Siege bei den Dionysien)
- Kratinos: 3 Siege bei den Lenäen (6 Siege bei den Dionysien)
- Pherekrates: 2 Siege bei den Lenäen (1 Sieg bei den Dionysien)
- Phrynichos: 2 Siege bei den Lenäen (mind. 1 Sieg bei den Dionysien)
- Platon: mind. 1 Sieg bei den Dionysien

- 429 v. Chr. – Phrynichos
- 428/427 v. Chr. – Myrtilos
- 427/426 v. Chr. – Eupolis
- 425 v. Chr. – 1. Preis Aristophanes (Die Acharner); 2. Platz Kratinos (Die Überwinternden); 3. Platz Eupolis (Neumondsfest)
- 424 v. Chr. – 1. Preis Aristophanes (Die Ritter)
- 422 v. Chr. – Aristophanes (Die Wespen)
- 421 v. Chr. – Eupolis (Marikas) ?
- 416 v. Chr. – Eupolis (Die Färberinnen) ?
- 412 v. Chr. – Eupolis (Die Demen) ?
- 411 v. Chr. – Aristophanes (Lysistrata)
- 405 v. Chr. – 1. Preis Aristophanes (Die Frösche); 2. Platz Phrynichos (Die Musen); 3. Platz Platon (Kleophon)
- 317/316 v. Chr. – Menander (Dyskolos)